# Ель-Реаль-де-ла-Хара
Ель-Реаль-де-ла-Хара (ісп. El Real de la Jara) — муніципалітет в Іспанії, у складі автономної спільноти Андалусія, у провінції Севілья. Населення — 1607 осіб (2010).
Муніципалітет розташований на відстані близько 350 км на південний захід від Мадрида, 65 км на північ від Севільї.

## Демографія
Динаміка населення (INE ):